# Radio 2 Oost-Vlaanderen
Radio 2 Oost-Vlaanderen is de Oost-Vlaamse omroep van de Vlaamse radiozender Radio 2, die tot de openbare omroep VRT behoort. De opnamestudio's bevinden zich aan de Martelaarslaan (deel van de stadsring R40) in Gent .
De eerste uitzending dateert uit 1944. In de jaren 60 en 70 liet de BRT voor de regionale omroepen in de verschillende provincies nieuwe omroepgebouwen optrekken. Een nieuw gebouw aan de Gentse Martelaarslaan werd in 1976 ingehuldigd door minister Rika De Backer.
In Gent werden verschillende populaire Radio 2-programma's gemaakt, zoals de Vlaamse Top 10, de Top 30, de Zoete Inval, Wie in de drie, Broccoli (De Doos), Visum, Bistro en Co.

## Programma's
Start Je Dag en Middagpost zijn regionale programma's.
Start Je DagStart Je Dag (voorheen Ochtendpost) wordt uitgezonden op werkdagen tussen 6 uur en 8 uur. De vaste presentator is Dirk Ghijs.
MiddagpostMiddagpost Oost-Vlaanderen wordt uitgezonden op werkdagen tussen 12 uur en 13 uur. De vaste presentator is Filip Ledaine.
Middagpost ZomerIn 2011 werd Middagpost in juli en augustus vervangen door Middagpost Zomer, waarin de presentatoren door Oost-Vlaanderen trokken met een frigobox. Het programma werd gepresenteerd door het duo Geert Houck en Thomas De Graeve.
Middagpost - De grote wandelingIn juli en augustus 2012 doorkruiste reporter Thomas De Graeve te voet Oost-Vlaanderen. De presentator in de studio was Geert Houck.
AvondpostAvondpost Oost-Vlaanderen werd overgenomen door Radio 2 Nationaal. De vaste presentator is David Van Ooteghem.

## Presentatoren
De programma's bij Radio 2 Oost-Vlaanderen worden gepresenteerd door:
- Wouter Landuyt
- Niki Vandriessche

## Nieuwslezers
De regionale nieuwsbulletins worden voorgelezen door
- Tom Dedecker
- Sandra Stacius
- Niki Vandriessche
- Annelies Houtman
- Greet Swimberghe
- Geert Houck
- Els Van Heuverzwyn

## Weermannen
De weermannen van Radio 2 Oost-Vlaanderen zijn Geert Naessens en David Dehenauw.